# Lobophora nocticolata
Lobophora nocticolata är en fjärilsart som beskrevs av George Duryea Hulst 1881. Lobophora nocticolata ingår i släktet Lobophora och familjen mätare. Inga underarter finns listade i Catalogue of Life.